# 南種子中継局

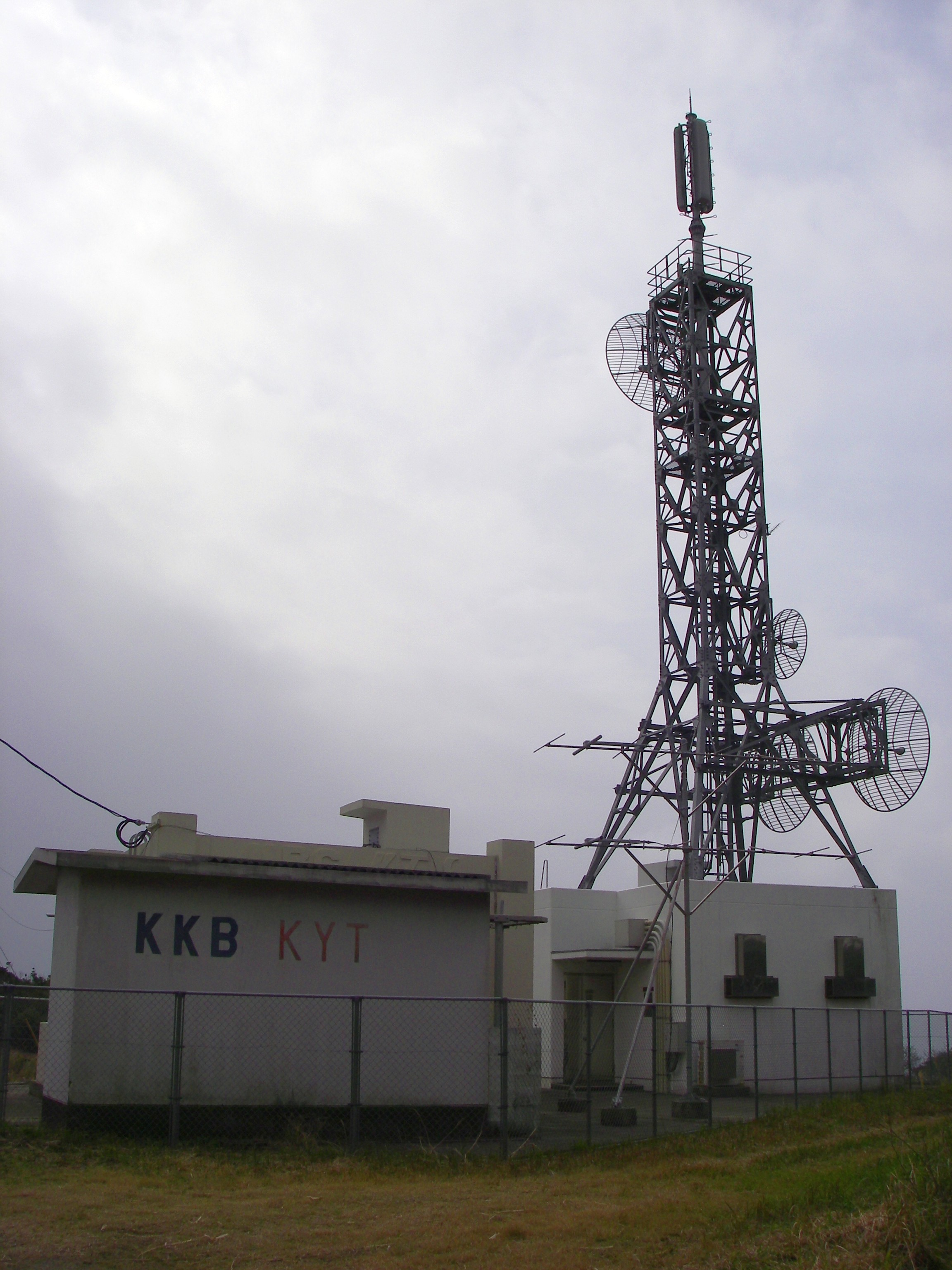
南種子中継局（MBC，KTS，KKB，KYT）

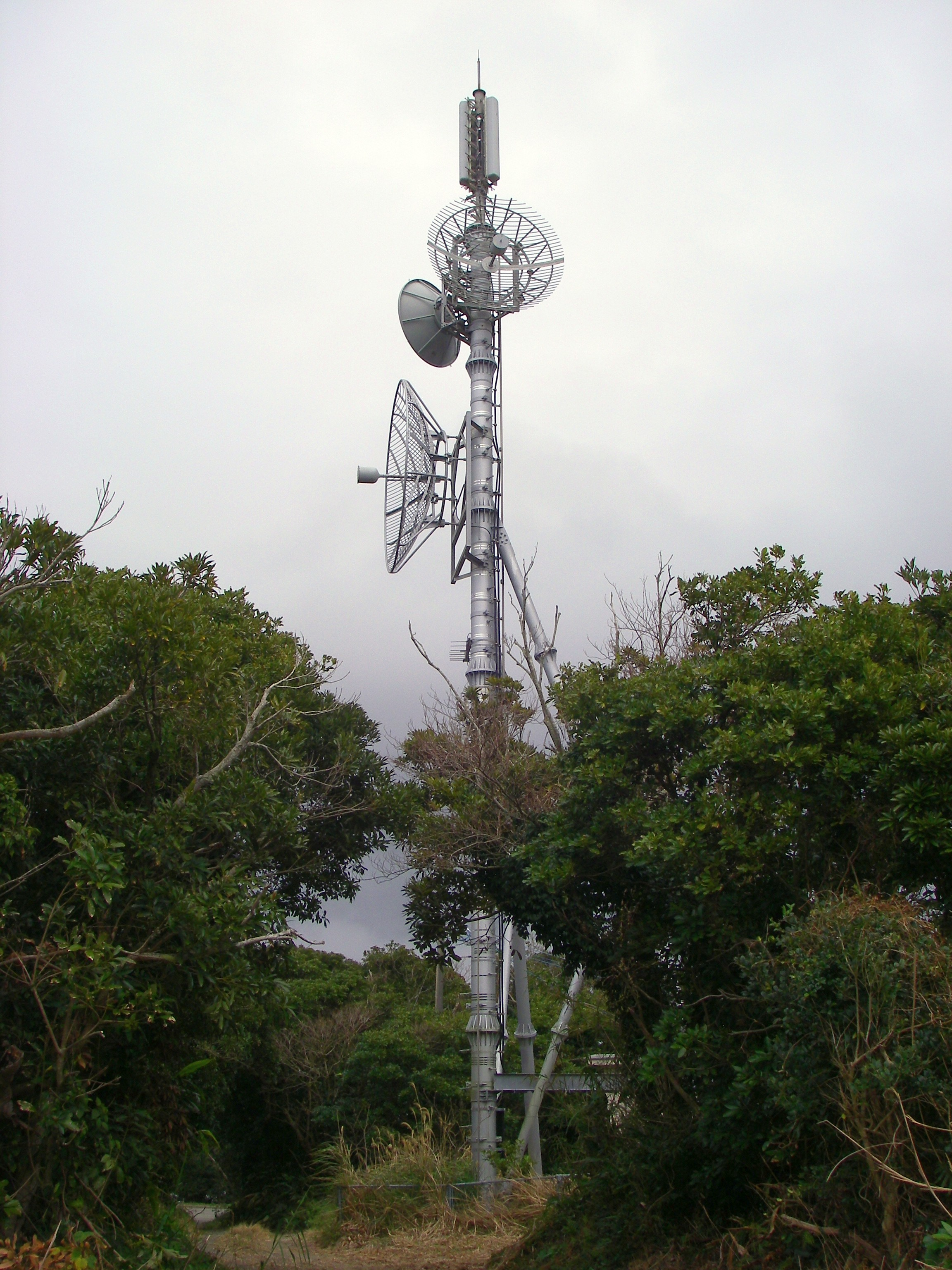
南種子中継局（NHK）

南種子中継局（みなみたねちゅうけいきょく）は、鹿児島県熊毛郡南種子町の大中峰に存在するテレビ放送の中継局。鹿児島県内の離島（奄美群島・トカラ列島）方面へ電波を伝送する拠点としても機能する。
種子島内の中継局では種子島中継局（西之表市）に次ぐ送信出力を有する。主な受信エリアは南種子町。屋久島町の一部（宮之浦から尾之間の東側）でも視聴される。

## 送信設備

### 地上デジタルテレビジョン放送
全局2008年4月14日に本放送開始。2008年2月27日に総務省九州総合通信局より放送予備免許が交付され、3月6日から試験電波の送信を開始。3月27日から試験放送を行っていた。
中種子町・西之表市方面（北東）へはほとんど電波が漏れない放送エリアとなっている。これは、宮崎県の放送局が親局（送信所）を設置している鰐塚山のチャンネル（13 - 16チャンネル）が重複するためである。
| ID | 放送局名             | 物理 チャンネル | 空中線 電力 | ERP | 放送対象地域 | 放送区域 内世帯数 | 偏波面   |
| -- | -------------------- | --------------- | ----------- | --- | ------------ | ----------------- | -------- |
| 1  | MBC 南日本放送       | 16              | 10W         | 87W | 鹿児島県     | 3,175世帯         | 水平偏波 |
| 2  | NHK 鹿児島教育       | 13              | 10W         | 87W | 全国         | 3,175世帯         | 水平偏波 |
| 3  | NHK 鹿児島総合       | 15              | 10W         | 87W | 鹿児島県     | 3,175世帯         | 水平偏波 |
| 4  | KYT 鹿児島讀賣テレビ | 17              | 10W         | 87W | 鹿児島県     | 3,175世帯         | 水平偏波 |
| 5  | KKB 鹿児島放送       | 14              | 10W         | 87W | 鹿児島県     | 3,175世帯         | 水平偏波 |
| 8  | KTS 鹿児島テレビ放送 | 18              | 10W         | 87W | 鹿児島県     | 3,175世帯         | 水平偏波 |

### 地上アナログテレビジョン放送
KTSは枕崎テレビ・FM中継局から、MBCは種子島中継局からの中継。
| チャンネル | 放送局名             | 空中線 電力       | ERP                | 放送対象地域 | 放送区域 内世帯数 | 偏波面   |
| ---------- | -------------------- | ----------------- | ------------------ | ------------ | ----------------- | -------- |
| 6          | NHK 鹿児島教育       | 映像30W /音声7.5W | 映像120W /音声31W  | 全国         | 不明              | 水平偏波 |
| 9          | NHK 鹿児島総合       | 映像30W /音声7.5W | 映像115W /音声29W  | 鹿児島県     | 不明              | 水平偏波 |
| 55         | KTS 鹿児島テレビ放送 | 映像100W /音声25W | 映像860W /音声210W | 鹿児島県     | 不明              | 水平偏波 |
| 57         | KKB 鹿児島放送       | 映像100W /音声25W | 映像860W /音声210W | 鹿児島県     | 不明              | 水平偏波 |
| 59         | MBC 南日本放送       | 映像100W /音声25W | 映像860W /音声220W | 鹿児島県     | 不明              | 水平偏波 |
| 61         | KYT 鹿児島読売テレビ | 映像100W /音声25W | 映像860W /音声210W | 鹿児島県     | 不明              | 水平偏波 |

## 参考資料
- デジタルテレビ中継局の予備免許交付に関する報道発表 九州総合通信局、2008年2月27日。

### その他の種子・屋久地域の中継局
- 西之表市内テレビ中継局
- 屋久島町内テレビ中継局